# Prepositionsfras
En prepositionsfras (engelska: prepositional phrase, PP) är en fras som har en preposition som huvudord. Prepositionen följs obligatoriskt av en rektion, som till formen kan utgöras av en nominalfras, en infinitivfras eller en bisats.
Vi vägrar äta på restaurang.
Vi är trötta på att äta överhuvudtaget.
Vi överlever genom att vi tar tillvara andlig energi inom oss.
Detta fungerar på samma sätt i språk med postpositioner och kallas postpositionsfras. Skillnaden är bara att adpositionen kommer efter rektionen.
Finska:
Tyttö juoksi tien varrella - Flickan sprang vägens längs
Rektioner som böjs i vissa kasus, exempelvis illativ kan också ses som postpositionsfraser:
Isä ajaa auton autotalliin - Pappa kör bilen garaget-in-i